# David K. MacEwen
 (avril 2025).
Pour les articles homonymes, voir MacEwen.
Le Brigadier général David K. MacEwen, USA, était le 59e adjudant-général de l'Armée (US Army) et le directeur exécutif de l'Agence des services postaux militaires, située au Commandement des ressources humaines, à Fort Knox dans le Kentucky.

## Éducation
David K. "Mac" MacEwen est originaire de Girard, en Pennsylvanie. Il a fréquenté l'université Clarion de Pennsylvanie, où il a obtenu son diplôme en 1981 en tant que militaire distingué (Distinguished Military Graduate) du programme ROTC de l'armée. Il est titulaire d'une licence en commerce de Clarion et d'un master en sécurité nationale et études stratégiques de l'U.S. Naval War College. 
Sa formation militaire comprend les cours de base et avancés de l'adjudant-général, l'école d'état-major des armes et services combinés, l'école de commandement et d'état-major général de l'armée américaine et l'école de guerre navale américaine.

## Carrière militaire
Ses principales fonctions sont les suivantes:
- Commandant général de l'Institut de soutien au soldat
- Officier exécutif du vice-chef d'état-major de l'armée de terre
- Chef du bureau de gestion des colonels
- Commandant du 1er commandement du personnel
- Chef d'état-major du commandement des ressources humaines de l'armée de terre américaine
- J1 du Groupe de forces interarmées multinationales 7 (CJTF-7)
- G1 et G5 du 5e corps d'armée (V Corps)
- G1 de la 2e division d'infanterie (2d Infantry Division)
- G1 de la 1re division blindée (1st Armored Division)

## Déploiements
- Opération Bouclier du désert (Desert Shield) et Tempête du désert (Desert Storm)
- Action intrinsèque
- Task Force Hawk
- Opération Allied Force et JTF Shining Hope
- Opération Allied Harbor
- Opération Iraqi Freedom

## Décorations et honneurs
- Army Distinguished Service Medal avec 1 groupe de feuilles de chêne
- Legion of Merit avec 3 groupes de feuilles de chêne
- Bronze Star avec 1 groupe de feuilles de chêne
- Defense Meritorious Service Medal avec 2 groupes de feuilles de chêne
- Meritorious Service Medal avec 6 groupes de feuilles de chêne
- Joint Service Commendation Medal
- Army Commendation Medal avec 2 groupes de feuilles de chêne
- Army Achievement Medal
- Department of the Army Staff Identification Badge
- Combat Action Badge

## Source
- (en) Cet article est partiellement ou en totalité issu de l’article de Wikipédia en anglais intitulé « David K. MacEwen » (voir la liste des auteurs).